# Rikus Schulte
Rikus Alexander Schulte (* 1. Juni 2004) ist ein deutscher Basketballspieler.

## Laufbahn
Schulte wurde im Nachwuchs des UBC Münster ausgebildet und schaffte den Sprung in die deutsche U15-Nationalmannschaft. 2019 wechselte er zu Alba Berlin. Schulte erhielt ebenfalls die Gelegenheit, per Doppelspielrecht bei SSV Lokomotive Bernau Einsatzzeit zu sammeln und bestritt im Februar 2021 sein erstes Spiel für die Barnimer in der 2. Bundesliga ProB. Im März 2022 im Spiel gegen Braunschweig stand Schulte für Alba Berlin erstmals in einem Spiel der Basketball-Bundesliga auf dem Feld. Er bestritt in der Saison 2021/22 insgesamt drei Spiele für die Berliner Bundesliga-Mannschaft, die im Juni 2022 deutscher Meister wurde. Im Mai 2022 gewann er mit der U19-Mannschaft des Vereins den Meistertitel in der Nachwuchs-Basketball-Bundesliga (NBBL) und wiederholte diesen Erfolg ein Jahr später. Schulte wurde 2023 als bester Spieler des NBBL-Schlussturniers und der gesamten NBBL-Saison ausgezeichnet.
Im Juli 2023 gab Schulte dem Davidson College aus dem US-amerikanischen Hochschulsportverband NCAA seine Zusage. In Davidsons Farben blieb seine mittlere Einsatzzeit auf sechs Minuten je Begegnung begrenzt, in denen Schulte im Durchschnitt 1,2 Punkte sowie 1,5 Rebounds erzielte. 2024 wechselte er innerhalb der Vereinigten Staaten an die University of California, Riverside. Für die Mannschaft der kalifornischen Hochschule erreichte er Mittelwerte von 3,8 Punkten und 3,3 Rebounds je Begegnung. 2025 ging er an die Fordham University.

### Nationalmannschaft
Im Juli 2024 belegte Schulte mit der deutschen U20-Nationalmannschaft den zwölften Platz bei der Europameisterschaft dieser Altersklasse.

## Karriere-Statistiken

### Bundesliga

#### Hauptrunde
| Saison    | Mannschaft | GP | GS | MPG   | FG % | 3P % | FT %  | RPG | APG | SPG | BPG | PPG |
| --------- | ---------- | -- | -- | ----- | ---- | ---- | ----- | --- | --- | --- | --- | --- |
| 2021–2022 | Berlin     | 3  | 0  | 03:48 | .000 | .000 | .000  | 0.0 | 0.3 | 0.0 | 0.0 | 0.0 |
| 2022–2023 | Berlin     | 7  | 0  | 08:52 | .417 | .250 | .1000 | 1.6 | 0.7 | 0.1 | 0.1 | 2.1 |

Quelle: 

### Euro League

#### Hauptrunde
| Saison    | Mannschaft | GP | GS | MPG   | FG % | 3P % | FT % | RPG | APG | SPG | BPG | PPG |
| --------- | ---------- | -- | -- | ----- | ---- | ---- | ---- | --- | --- | --- | --- | --- |
| 2022–2023 | Berlin     | 3  | 0  | 04:53 | .000 | .000 | .000 | 0.0 | 0.0 | 0.0 | 0.0 | 0.0 |

Quelle: 